# Poppa de Bayeux
Poppa de Bayeux est la « frilla » (épouse more danico) du jarl des Normands Rollon, et la mère du duc de Normandie Guillaume « Longue-Épée ».
Ses origines restent obscures. Poppa est un anthroponyme vraisemblablement d'origine germanique, variante féminine de Poppo. Les historiens retiennent deux hypothèses fondées sur des sources anciennes :
- selon Dudon de Saint-Quentin, un chroniqueur du Xe siècle, elle serait la fille du comte Béranger de Bayeux. Alors que la ville de Bayeux est assiégée par des Vikings dirigés par Hrólf le Marcheur, ce dernier tue Bérenger lors de la prise de la ville (886/890). Hrólf emmène de nombreux prisonniers parmi lesquels se trouve la jeune Poppa et la prend pour « frilla » ;
- selon les Annales de Jumièges (Abbaye de Jumièges), écrites au début du XIIe siècle, Poppa serait la fille de Gui, comte de Senlis et la sœur de Bernard.

Dans les deux cas, l’ascendance de Poppa serait prestigieuse : Bérenger serait l’un des deux marquis chargé de défendre la Neustrie contre les Normands tandis que Gui de Senlis descend par les femmes d’Evrard de Frioul.
Katharine Keats-Rohan propose une version assemblant les deux propositions. La mère de Poppa serait de la famille des Herbertiens. Elle aurait épousé Bérenger de Bayeux de qui serait née Poppa, puis Gui de Senlis, et aurait eu Bernard de Senlis.
Une autre hypothèse, moins prestigieuse, mais crédible, abordée par l'historien et spécialiste Jean Renaud, fait de Poppa une concubine de Hrólf, berger des Hébrides (Écosse), capturée lors des expéditions scandinaves dans ces contrées.
De son union avec Rollon naquirent au moins deux enfants : une fille nommée Gerloc (baptisée sous le prénom d’« Adèle ») et Guillaume Longue-Épée. Ce dernier naquit outre-mer alors que son père Rollon était encore païen. On pourrait en déduire que cette naissance est antérieure au traité de Saint-Clair-sur-Epte en 911, date de la conversion et de l’installation définitive de Rollon en Normandie. Pour l’historien Pierre Bauduin, l’union entre Poppa et le chef normand atteste des liens précoces entre ce dernier et l’aristocratie franque et permet d’éclairer sous un nouveau jour l’accord de 911 : le roi Charles le Simple traite avec un personnage déjà en partie intégré au royaume carolingien.
Une statue à l'effigie de Poppa a été érigée au sommet d'une fontaine place Charles-de-Gaulle à Bayeux, à l'emplacement de l'ancien château de Bayeux.
Sa petite-fille Adélaïde d'Aquitaine épousa vers 968 Hugues Capet, le fondateur de la dynastie capétienne, et devint reine des Francs en 987.

## Sources et bibliographie
- Katharine S. B. Keats-Rohan, « Poppa de Bayeux et sa famille », dans Onomastique et Parenté dans l'Occident médiéval, Oxford, Linacre College, Unit for Prosopographical Research, coll. « Prosopographica et Genealogica / 3 », 2000, 310 p. (ISBN 1-900934-01-9), p. 140-153.
- Pierre Bauduin, « Des raids scandinaves à l’établissement de la principauté de Rouen » dans Elisabeth Deniaux, Claude Lorren, Pierre Bauduin et Thomas Jarry, La Normandie avant les Normands, de la conquête romaine à l’arrivée des Vikings, Rennes, éditions Ouest-France Université, 2002, 435 p. (ISBN 2-7373-1117-9).
- Jean et Sigrid Renaud, Rollon, chef viking, éditions Ouest-France Université, 2006 (ISBN 978-2-7373-3592-1).

1. ↑  p. ??

- François Neveux, L'aventure des Normands : VIIIe – XIIIe siècle, Paris, Perrin, coll. « Tempus », 2009, 368 p. (ISBN 978-2-262-02981-4).
- Poppa de Bayeux, roman de Joëlle Delacroix, 2018, éd. Cahiers du temps  (ISBN 978-2-3550-7106-5).